# Gicsa
Gicsa es una empresa mexicana dedicada al desarrollo inmobiliario. Tiene operaciones en el 40% de la república mexicana en distintos ámbitos.

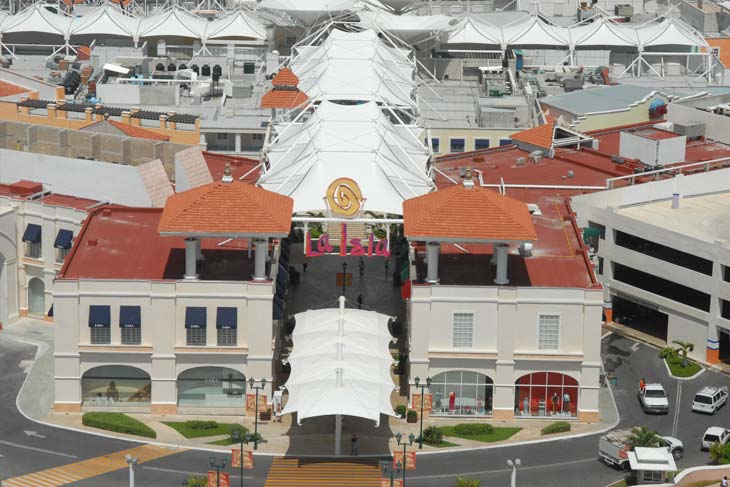
La Isla Cancún, Centro Comercial.

## Historia
La empresa fue fundada en 1989 en la Ciudad de México. Como resultado de casi dos décadas de vida empresarial la compañía cuenta con 56 proyectos inmobiliarios, tanto en México como en Estados Unidos. A principios de los años 90 inició el desarrollo de la Torre Esmeralda I, con 33 mil metros cuadrados y Punta Santa Fe, los primeros edificios AAA. 
Durante la crisis económica que se desató en México en 1994 GICSA continuó invirtiendo en proyectos corporativos. En 1997 inaugura su segundo centro comercial Forum by The Sea en Cancún, Quintana Roo. En 1998 abre sus puertas La Isla Shopping Village en la misma ciudad y desarrolla su primer conjunto residencial Plus: Residencial Lomas I, ubicado en el poniente de la Ciudad de México.
Bajo el nombre de Cabi Developers, durante la recesión 2008-2009, GICSA declaró en bancarrota a cuatro de sus proyectos en Florida.

## Proyección
Cuenta con una filial en los Estados Unidos bajo el nombre de Cabi Developers, manteniendo actividades en los mismos sectores en los estados de Florida, Texas, Nevada y California.
Su plantilla laboral aciende a más de mil empleados a nivel nacional y ha desarrollado hasta el momento más de 3 millones de metros cuadrados en el sector inmobiliario mexicano. 

## Unidades de negocio
El portafolio de negocios de GICSA está integrado por 5 Unidades de Negocio:

### Centros Comerciales
Pioneros en formatos de Centros Comerciales con sus 4 pilares: 
```
  Forums  
  Outlet		
  Las Islas
  Paseos
  Explanadas
```

Actualmente, opera y comercializa 18 centros comerciales en México que generan más de 8 mil 800 empleos.

### Desarrollos Residenciales
La empresa y el artista y empresario mexicano Luis Miguel  firmaron una alianza para desarrollar La Isla Acapulco Residences, Resort & Spa, un conjunto inmobiliario de usos mixtos, desplantado en una superficie de 300 mil m², conformado por departamentos, centro comercial y hotel que estará ubicado en la Zona Diamante del Municipio de Acapulco de Juárez, zona conocida también como Acapulco Diamante en el Estado de Guerrero. Aunque actualmente por la crisis este proyecto está avanzando de manera muy lenta, el centro comercial opera desde noviembre de 2008 con anclas como Liverpool , Casa Palacio y Cinepolis. El Hotel será operado por posadas bajo el concepto de lujo Aqua que ya opera en Cancún,
El otro gran proyecto de esta unidad de negocio es City Santa Fe, en donde se ubicará la Torre México, cuyos interiores serán diseñados por casa de diseño italiana Pininfarina.
Park Hyatt Residences en Paseo de la Reforma se espera inaugure a finales del 2011.

### Oficinas
Fue la desarrolladora del edificio corporativo Torre HSBC en la Ciudad de México, el cual se encuentra ubicado frente a la glorieta del Ángel de la Independencia (Av. Paseo de la Reforma). Este inmueble fue reconocido con la certificación “Oro Leed” (Liderazgo en Energía y Diseño Ambiental, por sus siglas en inglés), otorgada por el US Green Building Council como “edificio ecológico” (green building), grado “oro” (gold) y fue el primer edificio de Latinoamérica que cuenta con dicha certificación.
También participó en el año 2001, en la nueva fachada de la Torre Anáhuac, un edificio construido en el año 1946, y que Gicsa se encargó de la nueva fachada a base de cristales de última tecnología.

### Naves Industriales
La empresa cuenta con más de 579,000 metros cuadrados de oficinas y naves industriales.

### Hoteles y Resorts
Actualmente, está desarrollando 23 hoteles de la categoría “business class” para Grupo Posadas en combinación con GDI en distintas ciudades de la República Mexicana. Además, desarrollará para Global Hyatt Corporation Park Hyatt en la Avenida Paseo de la Reforma del Distrito Federal, la más importante del país.

## Cabi Developers
Durante 2007, Cabi Developers compró 33 edificios en el estado de California. Además, arrancó la construcción de Capital At Brickell, departamentos y oficinas en la zona financiera de Miami, así como los desarrollos de Naya Miami Beach, Aloft Aventura y Everglades on the Bay.